# ميدالية كيو الدولية
ميدالية كيو الدولية هي جائزة تُمنح للأفراد الذين قدموا مساهمة كبيرة في العلوم وفي مجال المحافظة على البيئة. تم إنشاء الجائزة لأول مرة في عام 1992 من قبل مجلس أمناء حدائق النباتات الملكية (كيو) في بريطانيا.

## الفائزون
من بين الفائزين بميدالية كيو الدولية:
- 1994: روبرت سينسبري والليدي ليزا سينسبري.
- 1996: ديفيد أتينبارا.
- 1999: ستيلا روس كريج.
- 2000: مارغريت ستونز.
- 2003: ماري جريرسون.
- 2009: بيتر رافين.
- 2012: جارد دايموند.[6]
- 2014: إدوارد أوسبورن ويلسون.
- 2015: كيات وي تان.
- 2016: سبسيبي ديميسيو.
- 2017: خوان مانويل سانتوس.[7][8][9]
- 2018: ماري روبنسون.[3][10]

## معايير الميدالية والترشيحات
يتم التصديق على الفائز من قبل المجلس التنفيذي ومجلس الأمناء. و يتم استلام الترشيحات من جميع أنحاء المنظمة وتقرر لجنة الاختيار المكونة من أمناء مجلس كيو وأعضاء المجلس التنفيذي الفائز.

### المعايير التي تعتمد عليها الميدالية
- المساهمة في بناء عالم يتم فيه فهم النباتات والفطريات وتقييمها والحفاظ عليها - لأن حياتنا تعتمد عليها.
- العمل على توفير المعرفة والإلهام وفهم سبب أهمية النباتات والفطريات.
- المساعدة في حل بعض التحديات الحرجة التي تواجه البشرية بما في ذلك (على سبيل المثال لا الحصر): فقدان التنوع البيولوجي ، وتغير المناخ ، والأمن الغذائي ، ومسببات الأمراض النباتية ، ومكافحة الأمراض.
- زيادة الوعي العام بالتهديد التي تهدد التنوع النباتي والفطري.